# (72578) 2001 EW18
(72578) 2001 EW18 – planetoida z pasa głównego asteroid okrążająca Słońce w ciągu 4,17 lat w średniej odległości 2,59 j.a. Odkryta 14 marca 2001 roku.